# Elionurus
Elionurus là một chi thực vật có hoa trong họ Hòa thảo (Poaceae).

## Loài
Chi Elionurus gồm các loài: